# Norwegische Badmintonmeisterschaft 1940
Die Norwegische Badmintonmeisterschaft 1940 fand in Oslo statt. Es war die zweite Austragung der nationalen Meisterschaften von Norwegen im Badminton.	

## Titelträger
| Disziplin    | Sieger                          |
| ------------ | ------------------------------- |
| Herreneinzel | Hjalmar Lystad                  |
| Dameneinzel  | Gerd Langholen                  |
| Herrendoppel | Hjalmar Lystad Jan Nyquist      |
| Damendoppel  | nicht ausgetragen               |
| Mixed        | Hjalmar Lystad Ingrid Bergersen |